# Bredene Koksijde Classic 2023
De 20e editie van de Bredene Koksijde Classic werd gehouden op 17 maart 2023. De start vond plaats in Bredene en de finish was in Koksijde. De wedstrijd is onderdeel van de UCI ProSeries
Halverwege de koers waren drie klimmetjes opgenomen. Ook waren er drie kasseistroken opgenomen in deze editie. 
De winnaar van deze koers was Gerben Thijssen, als tweede finishte Pascal Ackermann en de derde plaats was voor Sam Welsford.

## Uitslag
| Plaats  | Naam                 | Ploeg                    | tijd     |
| ------- | -------------------- | ------------------------ | -------- |
| Winnaar | Gerben Thijssen      | Intermarché-Circus-Wanty | 4u17'44" |
| 2       | Pascal Ackermann     | UAE Team Emirates        | z.t.     |
| 3       | Sam Welsford         | Team DSM                 | z.t.     |
| 4       | Lionel Taminiaux     | Alpecin-Deceuninck       | z.t.     |
| 5       | Jakub Mareczko       | Alpecin-Deceuninck       | z.t.     |
| 6       | Rüdiger Selig        | Lotto-Dstny              | z.t.     |
| 7       | Sebastián Molano     | UAE Team Emirates        | z.t.     |
| 8       | Sean Flynn           | Team DSM                 | z.t.     |
| 9       | Kristoffer Halvorsen | Uno-X Pro Cycling Team   | z.t.     |
| 10      | Edward Theuns        | Trek-Segafredo           | z.t.     |

2002 · 2003 · 2004 · 2005 · 2006 · 2007 · 2008 · 2009 · 2010 · 2011 · 2012 · 2013 · 2014 · 2015 · 2016 · 2017 · 2018 · 2019 · 2020 · 2021 · 2022 · 2023 · 2024 · 2025
Ronde van San Juan ·
Ronde van Valencia ·
Clásica de Almería ·
Ronde van Oman ·
Ronde van de Algarve ·
Ruta del Sol ·
Faun Ardèche Classic ·
La Drôme Classic ·
Kuurne-Brussel-Kuurne ·
Trofeo Laigueglia ·
Milaan-Turijn ·
Nokere Koerse ·
GP Denain ·
Bredene Koksijde Classic ·
GP Industria & Artigianato-Larciano ·
Grote Prijs Miguel Indurain ·
Scheldeprijs ·
Brabantse Pijl ·
Ronde van de Alpen ·
Grote Prijs van Plumelec ·
Tro Bro Léon ·
Ronde van Hongarije ·
Vierdaagse van Duinkerke ·
Boucles de la Mayenne ·
Ronde van Noorwegen ·
Brussels Cycling Classic ·
Dwars door het Hageland ·
Ster ZLM Tour ·
Ronde van België ·
Ronde van Slovenië ·
Ronde van het Qinghaimeer ·
Ronde van Wallonië ·
Ronde van Burgos ·
Ronde van Denemarken ·
Arctic Race of Norway ·
Ronde van Duitsland ·
Maryland Cycling Classic ·
Ronde van Groot-Brittannië ·
Grote Prijs van Fourmies ·
Grote Prijs van Wallonië ·
Coppa Sabatini ·
Super 8 Classic ·
Ronde van het Taihu-meer ·
Ronde van Luxemburg ·
Circuit Franco-Belge ·
Ronde van Langkawi ·
Ronde van Emilia ·
Coppa Bernocchi ·
Ronde van de Drie Valleien ·
Ronde van het Münsterland ·
Ronde van Piemonte ·
Ronde van Hainan ·
Parijs-Tours ·
Ronde van Veneto ·
Japan Cup ·
Veneto Classic